# Nesserlander Hoofd
Het Nesserlander Hoofd was een 4,5 kilometer lange palissade van eikenstammen in de Dollard nabij de Duitse stad Emden. Het bouwwerk vormde de laatste poging van deze stad om de rivier de Eems weer in haar oorspronkelijke rivierbedding langs de stad te dwingen te doen stromen en daarmee de verzanding van de oude Emder haven te keren.
Door een inbraak van de Dollard bij de Cosmas- en Damianusvloed werd in 1509 de bocht van de Eems voor Emden afgesneden. Waar de Eems voorheen vlak langs de stad stroomde, verlegde deze haar loop vervolgens naar het zuiden, waardoor Nesserland tot een eiland werd en de haven van Emden steeds verder verzandde, als gevolg waarvan schepen de haven steeds moeilijker konden bereiken. Emden was in die tijd een belangrijke handelshaven met stapelrecht en was voor een groot deel van haar inkomsten hiervan afhankelijk. 
In 1583 besloten burgerij en stadsbestuur na jaren van overleg tot de bouw van de palissade. Dit Nesserlander Hoofd werd aangelegd tussen de zuidoosthoek van het eiland Nesserland en het ertegenover gelegen dorp Pogum op het noordelijkste punt van het Reiderland. Daartoe werden eikenhouten stammen diep in de grond geslagen en met elkaar verbonden door eikenhouten palen en zware ijzeren pinnen. Om het bouwwerk de nodige stabiliteit te geven werden een meter verderop nog een rij palen schuin de grond ingeslagen en werd de palissade aan rivierzijde versterkt met veel steenpuin.
Als gevolg van de politieke onrust rond de Tachtigjarige Oorlog duurde het nog tot 1616 alvorens het kunstwerk gereed was. De bouw en het onderhoud van het Nesserlander Hoofd vergden astronomische bedragen. Tot 1628 moest de stad in totaal 616.000 gulden (Reichsguldiner) opbrengen. Dit kon de stad op den duur niet meer bolwerken en in 1631 werd het bouwwerk dan ook overgegeven aan de elementen. 
De oude Eemsbocht verzandde steeds verder en de stroombedding van de Eems bleef de stad op ongeveer 3 kilometer van de stad voorbijstromen. Het vaarwater van de haven van Emden bleef echter open doordat een groot deel van de afwatering van het hart van Oost-Friesland verliep via Emden. Hierdoor bleef er bij laag water altijd een geul open, waardoor de haven nog tot ver in de 18e eeuw bereikbaar bleef voor de scheepvaart. De verlegging van de stroombedding van de Eems en het opgeven van het Nesserlander Hoofd droegen er echter wel toe bij dat de oude Dollardbocht snel begon te verlanden, zodat grote delen van het gebied reeds in de eerste helft van de 16e eeuw konden worden bedijkt.

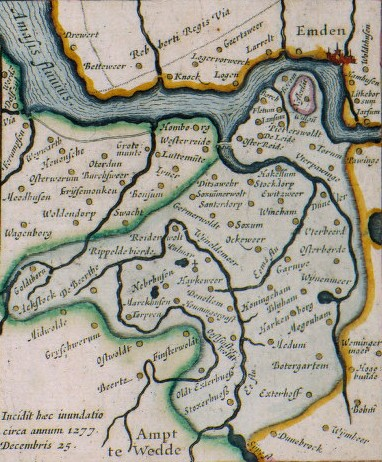
Gereconstrueerde situatie voor de Dollardinbraak en de doorbraak van 1509 (Ubbo Emmius, 1630)